# Cinesa
Cinesa, cuya razón social es Cinesa-Compañía de Iniciativas y Espectáculos, S. A., es una empresa española fundada en 1944 dedicada a la exhibición cinematográfica. Actualmente, cuenta con 35 complejos y 417 salas en toda España. La compañía forma parte de Odeon Cinemas Group, un grupo que opera en varios países europeos como España, Reino Unido, Irlanda, Alemania, Italia y Portugal. Desde 2016, Odeon Cinemas Group es propiedad de AMC Theatres.

## Historia

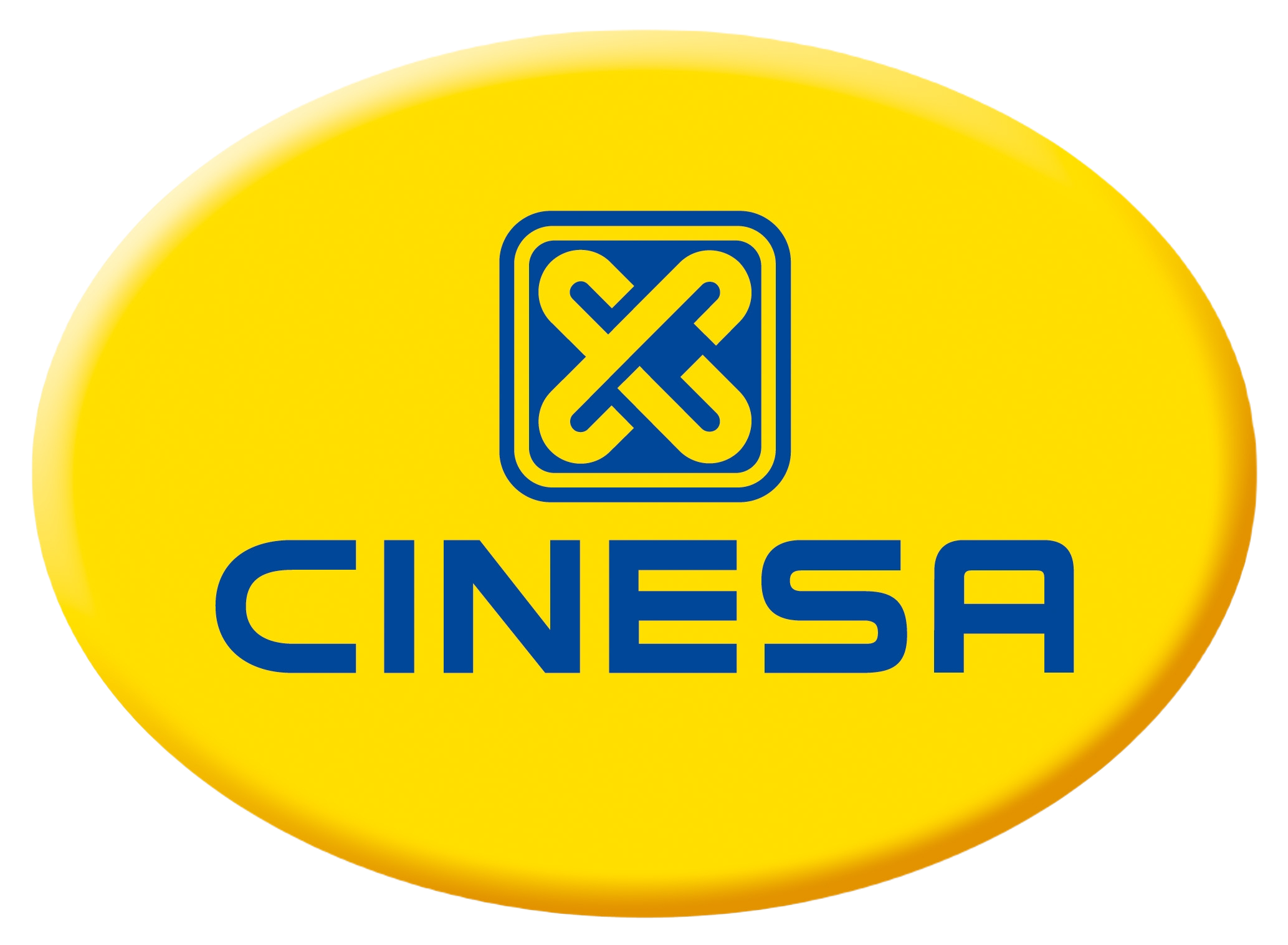
Antigua imagen corporativa de Cinesa

En 1944, el productor barcelonés Alfredo Matas y el empresario José Arquer se unieron para inaugurar un complejo de lujo en la Avenida Diagonal de Barcelona. El Cine Windsor fue el resultado de esta asociación, un lugar que no solo ofrecía proyecciones cinematográficas, sino también un bar, un restaurante y un teatro de bolsillo, convirtiéndose así en un punto de encuentro cultural en la capital catalana.
Fue en 1958 cuando se introdujo una innovadora tecnología en el Cine Windsor. El sistema de proyección Cinerama hizo su aparición, presentando una pantalla curvada que abarcaba todo el campo visual del espectador. Esta tecnología revolucionaria combinaba tres imágenes proyectadas desde distintos proyectores de manera sincronizada, brindando a los espectadores una experiencia visual única y envolvente. Matas fue el responsable de traer esta tecnología a España, llevando a cabo reformas en el Teatro Nuevo y el Cine Albéniz de Madrid para adaptarlos a las nuevas especificaciones técnicas del Cinerama.
Con el tiempo, se incorporaron nuevos socios y el complejo fue renombrado como Cinesa. En 1962, Cinesa inició su expansión, comenzando por establecer un cine itinerante llamado Itinerama, que recorrió todo el país para mostrar el nuevo sistema de proyección a las principales ciudades de España. Esta iniciativa permitió que más personas pudieran disfrutar de la experiencia del Cinerama.
Posteriormente, se abrieron nuevos cines en Madrid, como Proyecciones, y en Barcelona, como Florida. Sin embargo, en 1966, debido a la complejidad técnica y al alto costo del Cinerama, se tomó la decisión de discontinuar su uso. Esto llevó a Cinesa a adaptar sus cines para proyectar películas convencionales y a continuar su expansión de manera gradual.
En 1972, la compañía aumentó de 11 a 25 salas de proyección, y en 1973, Cinesa introdujo el "Ticket Rojo", un descuento especial en el precio de las entradas para jubilados, un programa que todavía se aplica en la actualidad bajo el nombre de "Mayores de 65 años". Entre 1976 y 1980, la empresa alcanzó un total de 37 cines, gracias en parte a la introducción de las primeras minisalas. Este formato exitoso en otros países llevó a Cinesa a establecer los llamados Minicines en Madrid, siendo el primero de ellos inaugurado el 16 de julio de 1976 en la calle Fuencarral, 126. En 1986, se estableció el Día del espectador y se implementó un plan de modernización de las salas de cine.
En los años 90, Cinesa se convirtió en líder del sector de la exhibición cinematográfica con 65 pantallas y 6,5 millones de espectadores. En 1992, comenzaron a aceptar el Carnet Joven y crearon el Carnet de Estudiante Universitario.
Durante su trayectoria, Cinesa contó con la participación de importantes accionistas, entre ellos William Forman, un empresario estadounidense que poseía la licencia de explotación del Cinerama. Forman adquirió una participación mayoritaria en Cinesa a través de diversas adquisiciones de acciones. Más tarde, su hijo, quien ya tenía el 80% de la compañía, llegó a un acuerdo con United Cinemas International (UCI) para que adquiriera el 100% de Cinesa. En 2004, UCI se unió a Terra Firma Capital Partners, una empresa de inversión británica, llevando a cabo una nueva etapa en la historia de Cinesa, y en 2005, Cinesa adquirió Warner Lusomundo Sogecable y 11 multiplexes. En 2006, compraron los complejos cinematográficos de AMC Cinemas.
En 2011, Cinesa expandió aún más su presencia adquiriendo cinco cines de la cadena francesa UGC, ampliando así su presencia en España. Ese mismo año, también adquirieron los cines Coliseo Zubiarte y Coliseo Max Ocio del Circuito Coliseo, consolidando su posición en el mercado de la exhibición cinematográfica.
En 2014, Cinesa continuó su expansión mediante la adquisición de varios cines de la compañía ÁBACO CINEBOX, lo que les permitió ampliar su presencia en diferentes ubicaciones de España, como Guipúzcoa, Sevilla y Castellón.
En 2016, el Grupo Odeon - UCI Cinemas Group, del cual forma parte Cinesa, fue adquirido por AMC Theatres, convirtiéndose en la mayor compañía de exhibición cinematográfica del mundo.
En marzo de 2023, Cinesa presentó Unlimited Card, un nuevo plan de suscripción cinematográfica en España. Este plan permite a los espectadores acceder a estrenos ilimitados a lo largo del año por una tarifa mensual de 15,90 euros.

## Tecnologías utilizadas
El circuito Cinesa dispone de cuatro tipos de salas:
- Salas IMAX: Proporcionan una de las experiencias cinematográficas más inmersivas del mundo. Son muchos los directores que apuestan por esta tecnología y que deciden utilizar en sus rodajes las cámaras IMAX, que son las que cuentan con la resolución más alta del planeta. Todo esto permite no solo que el espectador pueda ver hasta un 40% más de imagen que en otra pantalla normal, sino que también la imagen sea de una nitidez extrema.
- Salas iSens: Su tecnología avanzada permite alcanzar una calidad visual inigualable a través de un proyector 4K con 6.000 vatios que ofrece imágenes Full HD de niveles superiores a las salas convencionales en cuanto a nitidez, brillo y naturalidad. Todo ello acompañado de un sistema de sonido Dolby Atmos que sumerge al espectador en la película al conseguir generar una sensación totalmente envolvente. A esto, además, se suma una pantalla infinita que se extiende de pared a pared y asientos más anchos que ofrecen una comodidad exclusiva y se adaptan a la columna vertebral.
- Salas Dolby Cinema: Primera sala de cine en España y quinta en Europa, equipada con la tecnología de proyección Dolby Vision y el sistema de sonido Dolby Atmos. Tecnológicamente, es una de las salas más avanzadas del planeta. Cuenta con un doble proyector láser (ideal para 3D) con resolución 4K que ofrece el doble de brillo que una sala convencional, un procesamiento mejorado de los colores y una proporción de contraste que supera con creces la de cualquier otra tecnología de imágenes del mercado actual. La sala dispone de 93 altavoces, 74 de los cuales pertenecen a la categoría envolvente. En la sala Dolby Cinema, además, la pantalla es curva y cuenta con 200 metros cuadrados de superficie. Para mejorar la visión, las gradas también están colocadas de manera curva.
- Cinesa Luxe: Con motivo de la celebración de su 60 aniversario, Cinesa ha decidido dar un paso más en su apuesta por la innovación lanzando Cinesa Luxe. Este nuevo concepto cinematográfico lleva la tecnología a su máxima potencia para proporcionar al espectador una experiencia única: salas iSens de gran formato, butacas reclinables en todas las salas e incluso un bar de lujo único y exclusivo. Cinesa Xanadú, inaugurado en julio en Madrid, es el primer Cinesa Luxe del país.

|                                    |
| Sala Dolby Cinema Cinesa Barcelona |

|                    |
| Cinesa Luxe Xanadú |

## Cines
| Nombre                      | Nr. Salas | Ciudad                  | Provincia      | Comunidad Autónoma     |
| Cinesa As Cancelas          | 8         | Santiago de Compostela  | La Coruña      | Galicia                |
| Cinesa Bahía de Santander   | 12        | Santander               | Cantabria      | Cantabria              |
| Cinesa Barnasud             | 7         | Gavá                    | Barcelona      | Cataluña               |
| Cinesa Bonaire              | 12        | Aldaya                  | Valencia       | Comunidad Valenciana   |
| Cinesa Camas                | 12        | Camas                   | Sevilla        | Andalucía              |
| Cinesa Diagonal             | 11        | Barcelona               | Barcelona      | Cataluña               |
| Cinesa Diagonal Mar         | 11        | Barcelona               | Barcelona      | Cataluña               |
| Cinesa Equinoccio           | 12        | Majadahonda             | Madrid         | Comunidad de Madrid    |
| Cinesa Festival Park        | 12        | Marrachí                | Islas Baleares | Islas Baleares         |
| Cinesa Garbera              | 7         | San Sebastián           | Guipúzcoa      | País Vasco             |
| Cinesa Grancasa             | 7         | Zaragoza                | Zaragoza       | Aragón                 |
| Cinesa Heron City Las Rozas | 24        | Las Rozas de Madrid     | Madrid         | Comunidad de Madrid    |
| Cinesa Intu Xanadú          | 14        | Arroyomolinos           | Madrid         | Comunidad de Madrid    |
| Cinesa La Farga             | 7         | Hospitalet de Llobregat | Barcelona      | Cataluña               |
| Cinesa La Gavia             | 10        | Madrid                  | Madrid         | Comunidad de Madrid    |
| Cinesa La Moraleja          | 8         | Alcobendas              | Madrid         | Comunidad de Madrid    |
| Cinesa Las Rosas            | 8         | Madrid                  | Madrid         | Comunidad de Madrid    |
| Cinesa Manoteras            | 20        | Madrid                  | Madrid         | Comunidad de Madrid    |
| Cinesa Marineda City        | 12        | La Coruña               | La Coruña      | Galicia                |
| Cinesa Max Ocio             | 16        | Baracaldo               | Vizcaya        | País Vasco             |
| Cinesa Méndez Álvaro        | 17        | Madrid                  | Madrid         | Comunidad de Madrid    |
| Cinesa Nassica              | 20        | Getafe                  | Madrid         | Comunidad de Madrid    |
| Cinesa Nueva Condomina      | 15        | Murcia                  | Murcia         | Región de Murcia       |
| Cinesa Oasiz                | 11        | Torrejón de Ardoz       | Madrid         | Comunidad de Madrid    |
| Cinesa Parc Vallès          | 20        | Tarrasa                 | Barcelona      | Cataluña               |
| Cinesa Parque Principado    | 12        | Lugones                 | Asturias       | Principado de Asturias |
| Cinesa Parquesur            | 12        | Leganés                 | Madrid         | Comunidad de Madrid    |
| Cinesa Plaza Loranca 2      | 11        | Fuenlabrada             | Madrid         | Comunidad de Madrid    |
| Cinesa Príncipe Pío         | 9         | Madrid                  | Madrid         | Comunidad de Madrid    |
| Cinesa Proyecciones         | 8         | Madrid                  | Madrid         | Comunidad de Madrid    |
| Cinesa Puerto Venecia       | 10        | Zaragoza                | Zaragoza       | Aragón                 |
| Cinesa SOM Multiespai       | 12        | Barcelona               | Barcelona      | Cataluña               |
| Cinesa Salera               | 14        | Castellón de la Plana   | Castellón      | Comunidad Valenciana   |
| Cinesa Urbil                | 8         | Usúrbil                 | Guipúzcoa      | País Vasco             |
| Cinesa Zubiarte             | 8         | Bilbao                  | Vizcaya        | País Vasco             |

## Premios

### Premios Sant Jordi de Cinematografía
| Año  | Categoría                              | Resultado |
| ---- | -------------------------------------- | --------- |
| 2009 | Premio a la innovación en la industria | Ganadora  |